# 鳥越信号場 (山形県)
鳥越信号場（とりごえしんごうじょう）は、山形県新庄市大字鳥越にあった、東日本旅客鉄道（JR東日本）奥羽本線の信号場である。電報略号はリコ。

## 歴史
奥羽本線新庄駅南方の陸羽東線との並走区間は、当初単線並列で建設されていたが、戦時中の資材供出を理由に単線化され、1944年（昭和19年）に鳥越信号場を設置して分岐する形態となった。
その後、1960年（昭和35年）に再度分離が実施されて当信号場は廃止されるが、1968年（昭和43年）に奥羽本線単独の信号場として再度開設され、1999年（平成11年）に山形新幹線新庄延伸に伴う改軌工事に伴うバス代行が開始されるまで稼働した。なお、改軌にあたって当信号場は配線のスリム化を理由に廃止され、再設置されることはなかった。

### 年表
- 1944年（昭和19年）12月1日：開設（新庄駅から福島方に5.0kmの地点[3]）。これに伴い本信号場 - 新庄駅間（5.0 km）が奥羽本線と陸羽東線の重複区間となる。
- 1960年（昭和35年）12月20日：奥羽本線鳥越信号場 - 新庄駅間線増（陸羽東線と線路を分離）に伴い廃止。跡地附近の陸羽東線側に南新庄駅（新庄駅から小牛田方に4.9kmの地点）を設置。
- 1968年（昭和43年）9月25日：奥羽本線単独の信号場として福島起点145.400 km地点（施設キロ）に再度開業（初代の0.5 km新庄方、新庄駅から福島方に4.5kmの地点）[1][2]。
- 1977年（昭和52年）：同年度に冬季のポイント不転換対策として、出発信号機を増設し、転換不能が発生しやすい場合は当信号場でのポイント転換を行わずに通過可能とする対策を実施（秋田局管内の他の信号場はすでに同様の対策が取られていた）[5]。
- 1987年（昭和62年）4月1日：国鉄分割民営化により、東日本旅客鉄道（JR東日本）の信号場となる。
- 1999年（平成11年）3月12日：廃止（同日より改軌のためバス代行を開始）。

## 隣の施設
東日本旅客鉄道（JR東日本）
■奥羽本線
舟形駅 - （鳥越信号場） -新庄駅